# الذاري (بني سعد)

تعديل مصدري - تعديل

الذاري هي إحدى قرى عزلة الشويع بمديرية بني سعد التابعة لمحافظة المحويت، بلغ تعداد سكانها 218 نسمة حسب تعداد اليمن لعام 2004.